# Pimpinella tonkinensis
Pimpinella tonkinensis là một loài thực vật có hoa trong họ Hoa tán. Loài này được Cherm. miêu tả khoa học đầu tiên năm 1921.